# ابن شاهين
ابن شاهين (297 هـ - 385 هـ / 909 - 995) أحد رواة الحديث، اسمه أبو حفص عمر بن أحمد بن عثمان بن أحمد بن محمد بن أيوب بن أزداذ البغدادي، ولد في صفر عام 297 هـ، توفي سنة 385 هـ.

## شيوخه
سمع الحافظ ابن شاهين الحديث من: أبو بكر محمد بن محمد الباغَندي، وأبو القاسم البغوي، وأبو خبيب العباس بن البرتي، وأبو بكر بن أبي داود، وشعيب بن محمد الذارع، وأبو علي محمد بن سليمان المالكي، وابن صاعد، وأبو حامد الحضرمي، وأبو بكر بن زياد، ومحمد بن هارون بن المجدر، والحسين بن أحمد بن بسطام، ونصر بن القاسم الفرائضي، ومحمد بن صالح بن زغيل، ومحمد بن زهير الأبلي، وأحمد بن سليمان بن زبان، وأبو إسحاق بن أبي ثابت، أبو علي بن أبي حذيفة.

## تلاميذه
روى عن ابن شاهين وأخذ عنه الحديث: أبو بكر محمد بن إسماعيل الوراق، وأبو سعد الماليني، وأبو بكر البرقاني، وأحمد بن محمد العتيقي، وعبيد الله بن عمر، وأبو محمد الجوهري، والحسن بن محمد الخلال، وأبو طالب العشاري، أبو الحسين بن المهتدي بالله، أبو القاسم التنوخي.

## مكانته العلمية
- قال عنه الذهبي: «الشيخ الصدوق الحافظ العالم شيخ العراق».
- وقال الذهبي أيضا: «ارتحل بعد الثلاثين وجمع وصنف الكثير وتفسيره في نيف وعشرين مجلدا كله بأسانيد».
- وقال أبو الفتح بن أبي الفوارس: «ثقة مأمون صنف ما لم يصنفه أحد».
- وقال أبو بكر الخطيب: «كان ثقة أمينا يسكن بالجانب الشرقي».
- وقال الأمير أبو نصر: «هو الثقة الأمين سمع بالشام والعراق وفارس والبصرة وجمع الأبواب والتراجم وصنف كثيرا».
- وقال أبو بكر الخطيب: «أنبأنا أبو الحسين محمد بن علي الهاشمي أن ابن شاهين قال لهم أول ما كتبت سنة ثمان وثلاثمائة وصنف ثلاثمائة مصنف أحدها التفسير ألف جزء والمسند ألف وثلاثمائة جزء والتاريخ مائة وخمسين جزء والزهد مائة جزء وأول ما حدثت بالبصرة سنة اثنتين وثلاثين وثلاثمائة».
- وقال القاضي أبوبكر الداوودي: «سمعت أبا حفص بن شاهين يقول حسبت ما اشتريت به الحبر إلى هذا الوقت فكان سبع مائة درهم». قال الداوودي وكنا نشتري الحبر أربعة أرطال بدرهم، قال: وكتب أبو حفص بعد ذلك زمانا.
- وقال الدارقطني: ابن شاهين يلح على الخطأ وهو ثقة.[4]

## مؤلفاته
1. تفسير ابن شاهين.
2. كتاب فضائل شهر رمضان.
3. كتاب الترغيب في فضائل الأعمال وثواب ذلك.
4. كتاب تاريخ أسماء الثقات.
5. كتاب فضائل سيدة النساء.
6. كتاب حديث عمر بن أحمد
7. كتاب شرح مذاهب أهل السنة.
8. كتاب ناسخ الحديث ومنسوخه.